# Helsinge
Helsinge è un centro abitato danese situato nella regione di Hovedstaden nel comune di Gribskov di cui è capoluogo.
La cittadina dal 1970 al 2007 è stata capoluogo dell'omonimo comune soppresso nel contesto della riforma amministrativa del 2007.

## Geografia
Si trova nella parte settentrionale dell'isola di Selandia circa 12 km a nordovest di Hillerød su un terreno morenico lievemente ondulato e ricco di piccoli laghi.

## Storia
La cittadina si è espansa da piccolo centro agricolo con l'arrivo del collegamento ferroviario nel 1897. Uno degli edifici più antichi è l'edificio del tribunale (Tinghuset) progettato dall'architetto Niels Sigfred Nebelong in stile neoclassico.